# Potyvirus
Potyvirus ist eine Gattung von Viren in der Familie Potyviridae.
Die Potyviren parasitieren Pflanzen als ihre natürlichen Wirte.
Derzeit (Stand Januar 2021) gibt es 183 vom International Committee on Taxonomy of Viruses (ICTV) offiziell bestätigte Arten (Spezies) in dieser Gattung, einschließlich der Typusspezies Kartoffelvirus Y (englisch Potato virus Y);
die Gattung ist nach dieser Typusspezies (en. potato ‚Kartoffel‘) benannt.
Potyviren machen ca. 30 % der derzeit bekannten Pflanzenviren aus.
Wie die Vertreter der Gattung Begomovirus (Begomoviren) können Potyviren erhebliche Verluste in der Landwirtschaft, der Weidehaltung, bei Gartenbau und an Zierpflanzen verursachen.
Mehr als 200 Arten von Blattläusen verbreiten Potyviren, die meisten gehören zu den Röhrenblattläusen der Unterfamilie Aphidinae, insbesondere die Gattungen Macrosiphum (Große Rosenblattlaus, Kartoffelblattlaus, Lupinenblattlaus, M. luteum, M. funestum) und Myzus.

## Aufbau

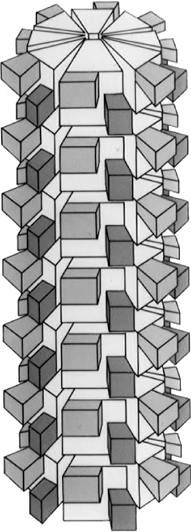
Schemazeichnung eines Potyvirus-Virions.

Die Virusteilchen (Virionen) der Potyviren sind nicht behüllt und haben ein biegsames fadenförmiges (englisch filamentous) Nukleokapsid mit einer Länge von 680 bis 900 nm bei einem Durchmesser von 11–20 nm.
Das Nukleokapsid enthält ca. 2000 Kopien des Kapsidproteins.
Die Symmetrie des Nukleokapsids ist helikal mit einer Untergliederung in Abschnitte zu je 3,4 nm Länge.
Das Genom ist eine lineare Einzelstrang-RNA (ssRNA) positiver Polarität. Die Länge beträgt 9–12 kb (9000–12000 Nukleotide bzw. Basen). Bei den meisten Potyviren ist das Genom monopartit (unsegmentiert), lediglich bei einigen Spezies ist es bipartit (zweiteilig). Der Anteil der einzelnen Basen ist:
- 21–23.51–26 % Guanin
- 23–30.15–44 % Adenosin
- 14.9–22.41–28 % Cytosin
- 15.6–24.41–30.9 % Uracil

Bei den Arten mit unsegmentiertem Genom ist am 5'-Ende ein Protein kovalent gebunden (das Vg-Protein).
Es kodiert für einen einzigen offenen Leserahmen (englisch Open Reading Frame, ORF), der als 350 kDa-Polyproteinvorläufer exprimiert wird.
Dies wird zu sieben kleineren Proteinen verarbeitet:
1. P1
2. Helferkomponente (HC)
3. P3
4. zylindrischer Einschluss (CI)
5. nukleärer Einschluss A (NIa)
6. nukleärer Einschluss B (NIb)
7. Kapsidprotein (CP)

Dazu kommen optional zwei kleine Proteine, genannt 6K1 und 6K2.
Das P3-Cistron kodiert auch für ein zweites Protein – P3N-PIPO – das durch eine +2-Frameshift erzeugt wird.
NIa-Pro ist eine evolutionäre Homologie der 3C-Proteinase der Picornaviren (Picornaviridae).

## Replikationszyklus

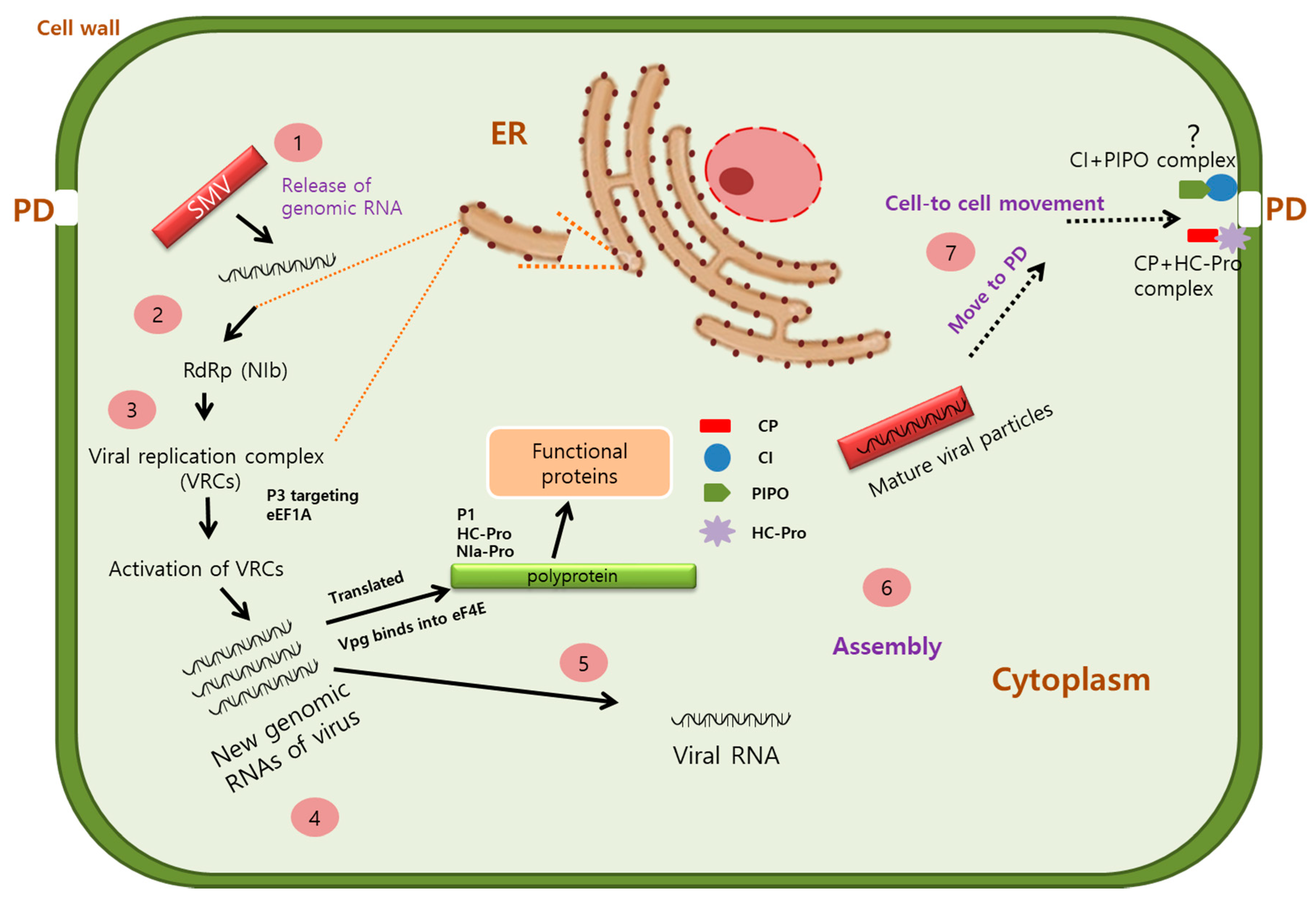
Replikation und Bewegung des Sojabohnenmosaikvirus (Soybean mosaic virus) (SMV) innerhalb der Zelle.

Genomkarte der Gattung Potyvirus

Die Replikation kann im Zytoplasma, im Zellkern, in den Chloroplasten, im Golgi-Apparat, den Zellvakuolen oder – seltener – anderen Orten in der Zelle stattfinden.
Die Potyviren bilden zunächst proteinhaltige Einschlüsse (Virus-Fabriken, en. virus factories, VFs) in den infizierten Pflanzenzellen. Dies können als Kristalle (entweder im Zytoplasma oder im Zellkern) als amorphe Viroplasmen (englisch X-bodies, X-Körper), membranumgebene Körperchen oder wie Windräder (en. pinwheels) auftreten.
Die Einschlüsse können (je nach Art) Virionen enthalten oder nicht.
Diese Einschlüsse sind im Lichtmikroskop in Blattstreifen von infiziertem Pflanzengewebe zu sehen, wenn dieses mit Orange-Grüner Proteinfärbung, nicht aber mit der Nukleinsäurefärbung Azur A (Dimethylthionin) gefärbt sind.
Es gibt insgesamt vier verschiedene Typen von Potyvirus-Einschlüssen.
Die virale RNA wird zunächst an den Ribosomen in Protein translatiert, um ein Polyprotein zu produzieren, das durch virale Proteasen in das RdRp-Protein und Strukturproteine prozessiert (umgesetzt) wird.
Die Replikation findet in den zytoplasmatischen Virus-Fabriken (VFs) statt.
Dazu wird als Nächstes ein dsRNA-Genom aus dem ssRNA(+)-Genom synthetisiert.
Das dsRNA-Genom wird dann transkribiert, wodurch virale mRNAs und neues ssRNA(+)-Genom entstehen. Letzteres bedeutet aber, dass damit das Virus-Genom repliziert wird.
Die Zusammenbau der Virionen (Virus-Assemblierung) erfolgt im Zytoplasma.
Das virale Bewegungsprotein P3N-PIPO vermittelt wahrscheinlich den Transfer der Virionen von Zelle zu Zelle.
Die Übertragung von Pflanze zu Pflanze geschieht mittels eines Vektors (Blattläuse).

## Evolution
Die Potyviren haben sich vor 6.600 bis 7.250 Jahren entwickelt.
Sie scheinen sich im Südwesten Eurasiens oder in Nordafrika entwickelt zu haben.
Die geschätzte Mutationsrate beträgt etwa 1,15×10−4 Nukleotidsubstitutionen (Punktmutationen) pro Stelle  und Jahr.

## Geographische Verbreitung
Als im 18. Jahrhundert die Landwirtschaft in Australien eingeführt wurde, kamen mit den eingeführten Pflanzen auch Pflanzenpathogene (pflanzliche Krankheitserreger) nach Australien.
Bisher sind mindestens achtunddreißig Potyvirus-Spezies in Australien isoliert worden;
mindestens achtzehn Spezies davon wurden nur in Australien gefunden und sind dort vermutlich endemisch;
die restlichen zwanzig scheinen mit der Landwirtschaft eingeschleppt worden zu sein (Stand 8. Dezember 2020).

## Systematik
Die Gattung Potyvirus umfasst nach ICTV (Stand Mai 2024) die folgenden offiziell anerkannten Spezies:
- Spezies Potyvirus achyranthis mit
  - Achyranthes virus A (AcVA)
- Spezies Potyvirus adiuris mit
  - Donkey orchid virus A (DOVA)
- Spezies Potyvirus algeriaense mit
  - Algerian watermelon mosaic virus (AWMV)
- Spezies Potyvirus alliumagrestis mit
  - Wild onion symptomless virus (WoSV)
- Spezies Potyvirus almeidi mit
  - Alternanthera mild mosaic virus (AltMMV)
- Spezies Potyvirus alstromeriae mit
  - Alstroemeria mosaic virus (AlMV)
- Spezies Potyvirus amaranthi mit
  - Amaranthus leaf mottle virus (AmLMV)
- Spezies Potyvirus ampeloprasi mit
  - Leek yellow stripe virus (LYSV)
- Spezies Potyvirus anemones mit
  - Anemone mosaic virus (AnMV)
- Spezies Potyvirus angelicae mit
  - Angelica virus Y (AVY)
- Spezies Potyvirus apii mit
  - Apium virus Y (ApVY, deutsch: Sellerie-Virus Y)
- Spezies Potyvirus apiumtessellati mit
  - Celery mosaic virus (CeMV, deutsch: Sellerie-Mosaik-Virus, Selleriemosaikvirus)
- Spezies Potyvirus arachidis mit
  - Peanut mottle virus (PeMoV)
- Spezies Potyvirus araujiae mit
  - Araujia mosaic virus (ArjMV)
- Spezies Potyvirus arracachae mit
  - Arracacha mottle virus (AMoV)
- Spezies Potyvirus artichokis mit
  - Chinese artichoke mosaic virus (ChAMV)
- Spezies Potyvirus ascaloniae mit
  - Shallot yellow stripe virus (SYSV)
- Spezies Potyvirus ascaloniavirgae mit
  - Scallion mosaic virus (ScaMV)
- Spezies Potyvirus ashitabae mit
  - Ashitaba mosaic virus (AshMV)
- Spezies Potyvirus asparagi mit
  - Asparagus virus 1 (AV1)
- Spezies Potyvirus atuberosi mit
  - Potato virus A (PVA, deutsch: Kartoffelvirus A, Kartoffel-Virus A)
  - Tamarillo mosaic virus (TamMV)
- Spezies Potyvirus barbacenense mit
  - Barbacena virus Y (BarVY)
- Spezies Potyvirus basellae mit
  - Basella rugose mosaic virus (BaRMV)
  - Peace lily mosaic virus (PcLMV)
- Spezies Potyvirus batatalatentis mit
  - Sweet potato latent virus (SPLV)
- Spezies Potyvirus batatamaculae mit
  - Sweet potato mild speckling virus (SPMSV)
- Spezies Potyvirus batataplumei mit
  - Sweet potato feathery mottle virus (SPFMV)
- Spezies Potyvirus begoniae mit
  - Begonia flower breaking virus (BFBV)
- Spezies Potyvirus betaceum mit
  - Beet mosaic virus (BtMV)
- Spezies Potyvirus betaci mit
  - Tamarillo leaf malformation virus (TLMV)
- Spezies Potyvirus bidensia mit
  - Bidens mosaic virus (BiMV)
- Spezies Potyvirus bidenstessellati mit
  - Bidens mottle virus (BiMoV)
- Spezies Potyvirus brugmansiae mit
  - Brugmansia mosaic virus (BruMV)
- Spezies Potyvirus calistephi mit
  - Callistephus mottle virus (CalMoV)
- Spezies Potyvirus callanthis mit
  - Calanthe mild mosaic virus (CalMMV)
- Spezies Potyvirus cannae mit
  - Canna yellow streak virus (CaYSV)
- Spezies Potyvirus capsianuli mit
  - Chilli ringspot virus (CRSV)
- Spezies Potyvirus capsiflavi mit
  - Pepper yellow mosaic virus (PepYMV)
- Spezies Potyvirus capsimaculae mit
  - Pepper mottle virus (PepMoV)
- Spezies Potyvirus capsiseverum mit
  - Pepper severe mosaic virus (PepSMV)
- Spezies Potyvirus capsivenae mit
  - Pepper veinal mottle virus (PVMV)
- Spezies Potyvirus capsivenamaculae mit
  - Chilli veinal mottle virus (ChiVMV)
- Spezies Potyvirus caricae mit
  - Papaya leaf distortion mosaic virus (PLDMV)
- Spezies Potyvirus carotae mit
  - Carrot virus Y (CarVY, deutsch: Karottenvirus Y)
- Spezies Potyvirus carotatenuifoli mit
  - Carrot thin leaf virus (CTLV)
- Spezies Potyvirus caryae mit
  - Pecan mosaic-associated virus (PMaV)
- Spezies Potyvirus catharantessellati mit
  - Catharanthus mosaic virus (CatMV)
- Spezies Potyvirus cebatatae mit
  - Sweet Potato virus C (SPVC)
- Spezies Potyvirus cepae mit
  - Onion yellow dwarf virus (OYDV)
- Spezies Potyvirus ceratobii mit
  - Ceratobium mosaic virus (CerMV)
- Spezies Potyvirus chamaescillae mit
  - Blue squill virus A (BSVA)
- Spezies Potyvirus chichorii mit
  - Endive necrotic mosaic virus (ENMV)
- Spezies Potyvirus citrulli mit
  - Watermelon mosaic virus (WMV, deutsch: Wassermelonen-Mosaikvirus)
- Spezies Potyvirus citrullimoroccense mit
  - Moroccan watermelon mosaic virus (MWMV)
- Spezies Potyvirus citrullufolimaculae mit
  - Watermelon leaf mottle virus (WLMV)
- Spezies Potyvirus clitoriae mit
  - Clitoria virus Y (ClVY)
- Spezies Potyvirus cliviaflavilineae mit
  - Clivia yellow stripe virus (ClYSV)
- Spezies Potyvirus colchici mit
  - Meadow saffron breaking virus (MSBV)
- Spezies Potyvirus commelinae mit
  - Commelina mosaic virus (ComMV)
- Spezies Potyvirus cordophani mit
  - Sudan watermelon mosaic virus (SuWMV)
- Spezies Potyvirus costus mit
  - Costus stripe mosaic virus (CoSMV)
- Spezies Potyvirus croci mit
  - Saffron latent virus (SaLV)
- Spezies Potyvirus cucurbitae mit
  - Cucurbit vein banding virus (CVBV)
- Spezies Potyvirus cucurbitaflavitesselati mit
  - Zucchini yellow mosaic virus (ZYMV, deutsch: Zucchini-Gelbmosaikvirus)
- Spezies Potyvirus cynanchi mit
  - Keunjorong mosaic virus (KjMV)
- Spezies Potyvirus cypripedii mit
  - Cypripedium virus Y (CypVY)
- Spezies Potyvirus cyrtanthi mit
  - Cyrtanthus elatus virus A (CEVA)
- Spezies Potyvirus dactylis mit
  - Cocksfoot streak virus (CSV)
- Spezies Potyvirus daphnis mit
  - Daphne mosaic virus (DapMV)
- Spezies Potyvirus dasheenis mit
  - Dasheen mosaic virus (DsMV)
  - Vanilla mosaic virus (VanMV)
- Spezies Potyvirus daturae mit
  - Datura shoestring virus (DSSV)
- Spezies Potyvirus dendrobii mit
  - Dendrobium chlorotic mosaic virus (DeCMV)
- Spezies Potyvirus dianthi mit
  - Carnation vein mottle virus (CVMoV)
- Spezies Potyvirus dioscoreae mit
  - Dioscorea mosaic virus (DMV)
- Spezies Potyvirus duobatatae mit
  - Sweet Potato virus 2 (SPV2) mit Subtypen Ipomoea vein mosaic virus und Sweet potato virus Y (SPVY)
- Spezies Potyvirus esculentinecrosis mit
  - Tomato necrotic stunt virus (TNSV)
- Spezies Potyvirus eucharae mit
  - Amazon lily mosaic virus (ALiMV)
- Spezies Potyvirus euphorbiae mit
  - Euphorbia ringspot virus (EuRSV) mit Subtypen PV-0902 und US
- Spezies Potyvirus fountaingrassi mit
  - Pennisetum alopecuroides mosaic virus (PalMV)
- Spezies Potyvirus freesiae mit
  - Freesia mosaic virus (FreMV)
- Spezies Potyvirus fritillariae mit
  - Fritillary virus Y (FVY)
- Spezies Potyvirus gebatatae mit
  - Sweet Potato virus G (SPVG)
- Spezies Potyvirus gladioli mit
  - Gladiolus mosaic virus (GdMV)
- Spezies Potyvirus gloriosae mit
  - Gloriosa stripe mosaic virus (GSMV) alias Pea mosaic virus
- Spezies Potyvirus glycitessellati mit
  - Soybean mosaic virus (SMV, deutsch: Sojabohnen-Mosaik-Virus) mit Subtypen N und Pinella
- Spezies Potyvirus gomphocarphi mit
  - Gomphocarpus mosaic virus (GoMV)
- Spezies Potyvirus habenariae mit
  - Habenaria mosaic virus (HaMV)
- Spezies Potyvirus halapensis mit
  - Johnsongrass mosaic virus (JGMV)
- Spezies Potyvirus hardenbergiae mit
  - Hardenbergia mosaic virus (HarMV)
- Spezies Potyvirus heliannulabis mit
  - Sunflower ring blotch virus (SuRBV)
- Spezies Potyvirus helichloromaculae mit
  - Sunflower chlorotic mottle virus (SCMoV)
- Spezies Potyvirus helitenuitessellati mit
  - Sunflower mild mosaic virus (SMMV)
- Spezies Potyvirus helitessellati mit
  - Sunflower mosaic virus (SuMV)
- Spezies Potyvirus henbanis mit
  - Henbane mosaic virus (HMV)
- Spezies Potyvirus hibbertiae mit
  - Hibbertia virus Y (HiVY)
- Spezies Potyvirus hiemalisdaphnis mit
  - Daphne virus Y (DVY)
- Spezies Potyvirus hippeastri mit
  - Hippeastrum mosaic virus (HiMV)
- Spezies Potyvirus hyacinthi mit
  - Hyacinth mosaic virus (HyaMV)
- Spezies Potyvirus impatiensis mit
  - impatiens flower break virus (IFBV)
- Spezies Potyvirus iris mit
  - Iris fulva mosaic virus (IFMV)
- Spezies Potyvirus iriseverum mit
  - Iris severe mosaic virus (ISMV)
- Spezies Potyvirus iristenuis mit
  - Iris mild mosaic virus (IMMV)
- Spezies Potyvirus jasmini mit
  - Jasmine virus T (JVT)
- Spezies Potyvirus kalanchoes mit
  - Kalanchoë mosaic virus (KMV)
- Spezies Potyvirus konjac mit
  - Konjac mosaic virus (KoMV)
- Spezies Potyvirus lactucae mit
  - Lettuce mosaic virus (LMV)
- Spezies Potyvirus lactucaitalicense mit
  - Lettuce Italian necrotic virus (LINV)
- Spezies Potyvirus lilimaculae mit
  - Lily mottle virus (LMoV, LiMV, deutsch: Lily-Mottle-Virus, selten auch Lilienscheckungsvirus)
  - Tulip band breaking virus (TBBV)
- Spezies Potyvirus lupinus mit
  - Lupine mosaic virus alias Lupinus mosaic virus (LuMV)
- Spezies Potyvirus lycorsis mit
  - Lycoris mild mottle virus (LyMMoV)
- Spezies Potyvirus malvae mit
  - Malva vein clearing virus (MVCV)
- Spezies Potyvirus melongenae mit
  - African eggplant mosaic virus (AEMV)
- Spezies Potyvirus melozonati mit
  - Wild melon banding virus (WMVBV)
- Spezies Potyvirus mirabilis mit
  - Mirabilis crinkle mosaic virus (MiCMV)
- Spezies Potyvirus miscanthi mit
  - Miscanthus sinensis mosaic virus (MsiMV)
- Spezies Potyvirus morindatessellati mit
  - Noni mosaic virus (NoMV)
- Spezies Potyvirus muricati mit
  - Wild potato mosaic virus (WPMV, deutsch: Kartoffelmosaikvirus?)
- Spezies Potyvirus musae mit
  - Banana bract mosaic virus (BBrMV)
- Spezies Potyvirus narcissus mit
  - Narcissus yellow stripe virus (NYSV)
- Spezies Potyvirus narcissusdegeneris mit
  - Narcissus degeneration virus (NDV)
- Spezies Potyvirus narcissuslineae mit
  - Narcissus late season yellows virus (NLSYV)
- Spezies Potyvirus nerinis mit
  - Nerine yellow stripe virus (NeYSV)
- Spezies Potyvirus nicotianainsculpentis mit
  - Tobacco etch virus (TEV)
- Spezies Potyvirus nicotianamaculae mit
  - Tobacco mosqueado virus (TMosqV)
- Spezies Potyvirus nicotianavenamaculae mit
  - Tobacco vein mottling virus (TVMV)
- Spezies Potyvirus nicotianavenaobscurum mit
  - Tobacco vein banding mosaic virus (TVBMV)
- Spezies Potyvirus nippodioscoreae mit
  - Japanese yam mosaic virus (JYMV)
- Spezies Potyvirus nothoscordi mit
  - Nothoscordum mosaic virus (NoMV)
- Spezies Potyvirus orionspassiflorae mit
  - East Asian Passiflora virus (EAPV)
- Spezies Potyvirus ornithogali mit
  - Ornithogalum virus 2 (OrV2)
- Spezies Potyvirus ornithogalitessellati mit
  - Ornithogalum stripe mosaic virus alias Ornithogalum mosaic virus (OrMV)
- Spezies Potyvirus pachyrhizus mit
  - Yambean mosaic virus (YBMV)
- Spezies Potyvirus panax mit
  - Panax virus Y (PanVY)
- Spezies Potyvirus papayanuli mit
  - Papaya ringspot virus (PRSV, deutsch: Papayaringfleckenvirus; siehe Papaya §Krankheiten der Kulturpflanzen) mit Subtypen FA und CI
- Spezies Potyvirus paris mit
  - Paris virus 1 (ParV1)
- Spezies Potyvirus parisnecrosis mit
  - Paris mosaic necrosis virus (PMNV)
- Spezies Potyvirus passifloradistorti mit
  - East Asian Passiflora distortion virus (EAPDV)
- Spezies Potyvirus passiflorae mit
  - Passion fruit woodiness virus (PWV)
- Spezies Potyvirus passifloraflavi mit
  - Passiflora chlorosis virus (PaCV)
- Spezies Potyvirus passiflorafricanse mit
  - Ugandan Passiflora virus (UPV)
- Spezies Potyvirus passifloramaculae mit
  - Passiflora mottle virus, Passionfruit Vietnam virus (PVV)
- Spezies Potyvirus passiflory mit
  - Passiflora virus Y (PaVY)
- Spezies Potyvirus pastinacae mit
  - Parsnip mosaic virus (ParMV)
- Spezies Potyvirus pennisseti mit
  - Pennisetum mosaic virus (PenMV)
- Spezies Potyvirus pepo mit
  - Zucchini yellow fleck virus (ZYFV)
- Spezies Potyvirus peporesticulae mit
  - Zucchini shoestring virus (ZSV)
- Spezies Potyvirus pepotigris mit
  - Zucchini tigre mosaic virus (ZTMV)
- Spezies Potyvirus perulycopersici mit
  - Peru tomato mosaic virus (PTV)
- Spezies Potyvirus pfaffiae mit
  - Pfaffia mosaic virus (PfMV)
- Spezies Potyvirus phaseoli mit
  - Bean common mosaic necrosis virus (BCMNV)
- Spezies Potyvirus phaseoluteum mit
  - Bean yellow mosaic virus (BYMV, deutsch: Bohnengelbmosaik-Virus)[16]
  - White lupin mosaic virus (WhLMV)
- Spezies Potyvirus phaseovulgaris mit
  - Bean common mosaic virus (BCMV, deutsch: Gewöhnliches Bohnenmosaikvirus)[17] mit Subtypen R und NL1
  - Peanut stripe virus (PStV)
- Spezies Potyvirus phytolaccae mit
  - Pokeweed mosaic virus (PkMV) mit Subtypen PA und MS-FRO3
- Spezies Potyvirus pisumsemenportati mit
  - Pea seed-borne mosaic virus (PSbMV)
- Spezies Potyvirus platycodonis mit
  - Platycodon mild mottle virus (PlaMMV)
- Spezies Potyvirus pleioblasti mit
  - Pleioblastus mosaic virus (PleMV)
- Spezies Potyvirus pleionis mit
  - Pleione flower breaking virus (PlFBV)
- Spezies Potyvirus plumpoxi mit

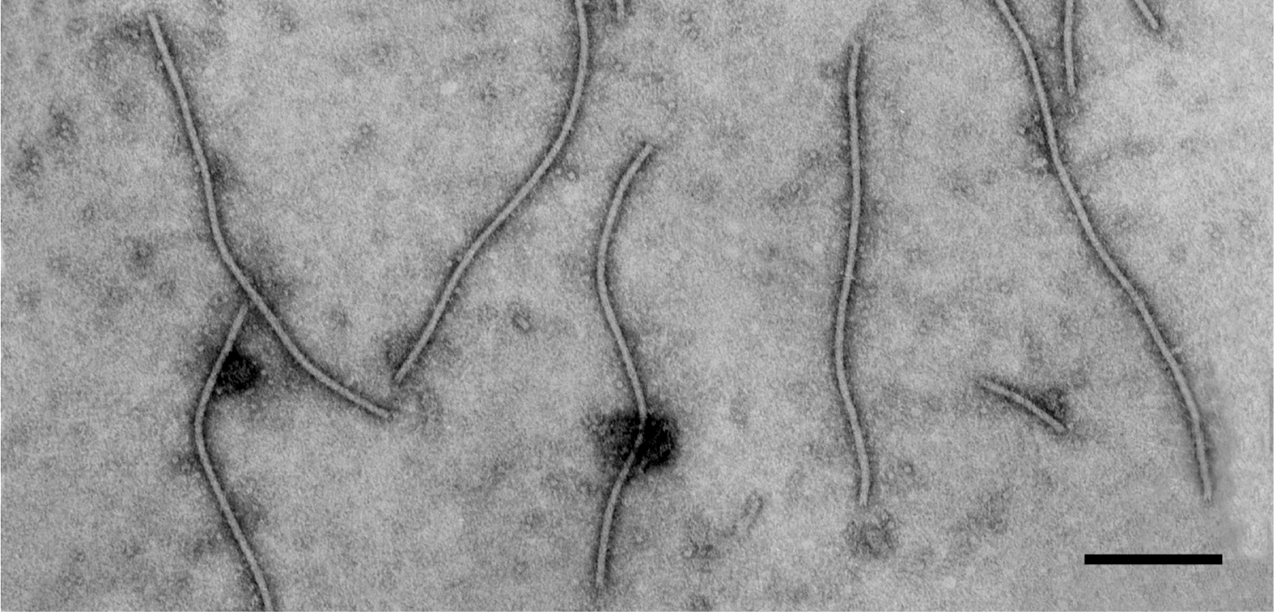
EM-Aufnahme von Virionen des Scharka-Virus.

  - EM-Aufnahme von Virionen des Scharka-Virus.[4][Anm. 1] Plum pox virus (PPV, deutsch: Scharka-Virus) mit Subtypen NAT, M, D, Rec, W3174, El Amar (EA) und Volk143
- Spezies Potyvirus polianthis mit
  - Tuberose mild mosaic virus (TuMMV)
- Spezies Potyvirus polianthismaculae mit
  - Tuberose mild mottle virus (TuMMoV)
- Spezies Potyvirus polygonati mit
  - Polygonatum mosaic-associated virus 1 (PMaV1)
- Spezies Potyvirus ranunculi mit
  - Ranunculus mosaic virus (RanMV)
- Spezies Potyvirus ranunculideformationis mit
  - Ranunculus leaf distortion virus (RanLDV)
- Spezies Potyvirus ranunculitenuis mit
  - Ranunculus mild mosaic virus (RanMMV)
- Spezies Potyvirus rapae mit
  - Turnip mosaic virus (TuMV, deutsch: Meerrettich-Mosaikvirus)
- Spezies Potyvirus rhopalanthi mit
  - Rhopalanthe virus Y (RhVY)
- Spezies Potyvirus rutae mit
  - Mediterranean ruda virus (MeRV)
- Spezies Potyvirus sacchari mit
  - Sugarcane mosaic virus (SCMV)
- Spezies Potyvirus sarcochili mit
  - Sarcochilus virus Y (SaVY)
- Spezies Potyvirus schizanthi mit
  - Butterfly flower mosaic virus (BFMV)
- Spezies Potyvirus scorzaureum mit
  - Scorzonera virus A (SCoVA)
- Spezies Potyvirus sorghitessellati mit
  - Sorghum mosaic virus (SrMV, deutsch: Hirsemosaikvirus)
- Spezies Potyvirus spiranthesis mit
  - Spiranthes mosaic virus 3 (SpMV3)
- Spezies Potyvirus streptopi mit
  - Twisted-stalk chlorotic streak virus (TSCSV)
- Spezies Potyvirus suaveolens mit
  - Brugmansia suaveolens mottle virus (BsMoV)
- Spezies Potyvirus tagetis mit
  - Marigold mosaic virus (MMV)
- Spezies Potyvirus telfairiae mit
  - Telfairia mosaic virus (TeMV)
- Spezies Potyvirus telosmae mit
  - Telosma mosaic virus (TelMV)
- Spezies Potyvirus tetraparis mit
  - Paris potyvirus 4 (ParPV-4)
- Spezies Potyvirus thevetiae mit
  - Thevetia white spot virus (ThWSV)
- Spezies Potyvirus thladiatessellati mit
  - Thladiantha dubia mosaic virus (ThDM, ThDMV)
- Spezies Potyvirus thurnbergii mit
  - Thunberg fritillary mosaic virus (TFMV)
- Spezies Potyvirus torvi mit
  - Wild tomato mosaic virus (WTMV)
- Spezies Potyvirus tradescantiae mit
  - Tradescantia mild mosaic virus (TraMMV)
- Spezies Potyvirus trifolii mit
  - Clover yellow vein virus (ClYVV)
- Spezies Potyvirus trompetae mit
  - Colombian datura virus (CDV)
- Spezies Potyvirus tropaeoli mit
  - Mashua virus Y (MasVY)
- Spezies Potyvirus tuberosiflavi mit
  - Potato yellow blotch virus (PYBV)
- Spezies Potyvirus tulipadefractum mit
  - Tulip breaking virus (TBV, deutsch: Tulip-breaking-Virus)
- Spezies Potyvirus tulipatessellati mit
  - Tulip mosaic virus (TulMV, deutsch: Tulpenmosaikvirus)
- Spezies Potyvirus vallotae mit
  - Vallota mosaic virus (ValMV)
- Spezies Potyvirus vanillae mit
  - Vanilla distortion mosaic virus (VDMV)
- Spezies Potyvirus verbenae mit
  - Verbena virus Y (VVY)
- Spezies Potyvirus vetuberosi mit
  - Potato virus V (PVV, deutsch: Kartoffelvirus V, Kartoffel-Virus V)
- Spezies Potyvirus vignae mit
  - Cowpea aphid-borne mosaic virus (CABMV)
  - South African passiflora virus (SAPV)
- Spezies Potyvirus wisteriae mit
  - Wisteria vein mosaic virus (WVMV, deutsch: Blauregen-Adernmosaikvirus)
- Spezies Potyvirus yamplacidum mit
  - Yam mild mosaic virus (YMMV)
- Spezies Potyvirus yamtesselati mit
  - Yam mosaic virus (YMV)
- Spezies Potyvirus yidiuris mit
  - Diuris virus Y (DiVY)
- Spezies Potyvirus yililii mit
  - Lily virus Y alias Lily yellow mosaic virus (LVY, deutsch: Lilienvirus Y)
- Spezies Potyvirus yiornithogali mit
  - Ornithogalum virus 3 (OrV3)
- Spezies Potyvirus yipleionis mit
  - Pleione virus Y (PlVY)
- Spezies Potyvirus yituberosi (ehem. Typusspezies) mit

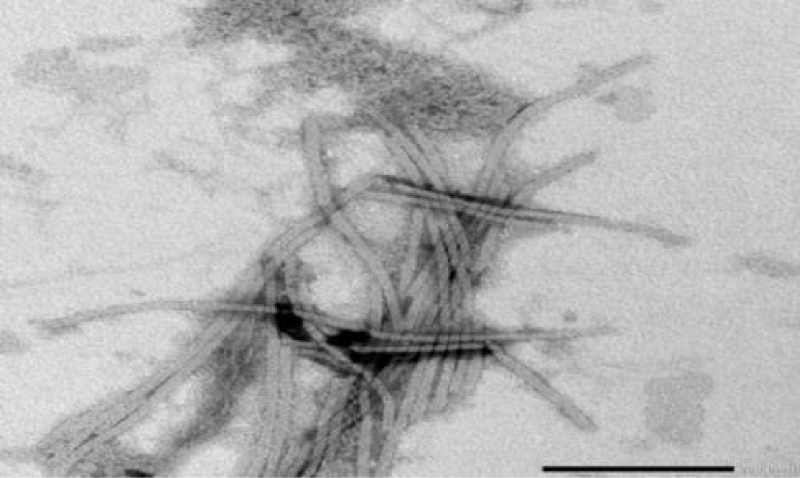
EM-Aufnahme der flexiblen Virionen von PVY.

  - EM-Aufnahme der flexiblen Virionen von PVY.[18]Potato virus Y (PVY, deutsch: Kartoffelvirus Y, Kartoffel-Virus Y) mit Subtypen N bzw. YN, O bzw. YO, NTN bzw. YNTN, C und Wilga 156
- Spezies Potyvirus zantedeschiae mit
  - Calla lily latent virus (CLLV)
- Spezies Potyvirus zantedeschiatenuis mit
  - Zantedeschia mild mosaic virus (ZaMMV)
- Spezies Potyvirus zeananus mit
  - Maize dwarf mosaic virus (MDMV)
- Spezies Potyvirus zeatessellati mit
  - Zea mosaic virus (ZeMV) mit Subtypen Iranian johnsongrass mosaic virus (IJGMV, Shz) und Israel

Auswahl einiger vorgeschlagener Spezies ohne bisherige Bestätigung durch das ICTV (Stand 10. Juli 2024, Quelle wo nicht anders angegeben: Taxonomie des NCBI):
- „Potyvirus AMPIM8“
- „Potyvirus cardamom/Sikkim/2009“
- „Potyvirus CIV“
- „Potyvirus Maranta/2009“
- „Potyvirus RID4895MJ1-MJ2a“
- „Potyvirus RID4950MJ1-MJ2a“
- „Potyvirus RID5215MJ1-MJ2a“
- „Potyvirus Yemen-14“
- „Achyranthes bidentata mosaic virus“
- „Albuca mosaic virus“
- „Allium fistulosum potyvirus“
- „Amaranthus mosaic potyvirus“
- „Amaryllis potyvirus“
- „Ammi majus latent virus“
- „Arisaema potyvirus 1“
- „Arisaema potyvirus 2“
- „Arracacha virus Y“
- „Artemisia carvifolia potyvirus“
- „Asian Narcissus potyvirus“ mit Indian Narcissus potyvirus
- „Bambara groundnut potyvirus 1“
- „Bambara groundnut potyvirus 2“
- „Berberis potyvirus“
- „Bermuda grass southern mosaic virus“
- „Brazilian weed virus Y“
- „Capsicum annuum potyvirus“
- „Cassia yellow spot virus“
- „Celery yellow mosaic virus“
- „Chickpea yellow mosaic virus“
- „Chilli vein mottle virus“
- „Christmas bell potyvirus CB“
- „Clitoria chlorosis virus“
- „Cotyledon virus Y“
- „Cowpea mosaic potyvirus“
- „Cucumis sativus potyvirus“
- „Cucurbit yellows-associated virus“
- „Daphne virus M“
- „Datura potyvirus“ mit Carissa potyvirus, Datura stramonium potyvirus und Solanum nigrum potyvirus
- „Delphinium vein-clearing virus“
- „Desmodium potyvirus“
- „Dianella chlorotic mottle virus“
- „Dioscorea dumentorum virus“
- „Ecuadorian rocoto virus“
- „Fig mosaic virus Eg/2008“
- „Galtonia mosaic virus“
- „Gazar virus Y“
- „Gladiolus potyvirus - Pantnagar“
- „Glory lily mosaic virus“
- „Hemlock mosaic potyvirus“
- „Iberian hop mosaic virus“
- „Ipomoea batatas potyvirus“
- „Iris potyvirus Sep2005/NZL“
- „Iris wedgewood potyvirus DC4“
- „Jasmine yellow mosaic potyvirus“
- „Lily virus A“
- „Lotus latent virus“
- „Luffa aegyptiaca potyvirus“
- „Lycoris potyvirus“
- „Lygodium japonicum potyvirus“
- „Malaysian Passiflora virus“
- „Melon vein-banding mosaic virus“
- „Murraya koenigii potyvirus“
- „Muscari chlorotic mottle virus“
- „Muscari mosaic virus“
- „Narcissus potyvirus“
- „Narcissus virus 1“
- „Nerine potyvirus IVT80054“
- „Ocimum basilicum potyvirus“
- „Ocimum potyvirus“
- „Omphalodes virus Y“
- „Ornamental onion stripe mosaic virus“
- „Ornithogalum virus 4“
- „Panax notoginseng virus Y“
- „Papaver somniferum potyvirus“
- „Papaya curling mosaic Rajasthan virus“
- „Passiflora mosaic virus“
- „Passiflora virus PPST 61486“
- „Passion fruit severe mottle virus“
- „Passionfruit mottle virus“
- „Patchouli yellow mosaic virus“
- „Peanut chlorotic blotch virus“
- „Petunia flower mottle virus“
- „Phalaenopsis chlorotic spot virus“
- „Pterostylis virus Y“
- „Rembrandt tulip-breaking virus“
- „Sapindus mukorossi potyvirus“
- „Sesame mosaic virus“
- „Shallot mild yellow stripe virus“
- „Shallot potyvirus“
- „Snowdrop virus Y“
- „Solanum melongena potyvirus“
- „Spathiphyllum potyvirus AP1/India/2007“
- „Stenomesson mosaic virus“
- „Sweet potato vein mosaic virus“
- „Sweet Potato virus B1“
- „Sweet Potato virus B2“
- „Sweet Potato virus B3“
- „Sweet Potato virus D“
- „Sweet Potato virus E“
- „Tradescantia mild mosaic virus - yellow streak“
- „Tricyrtis potyvirus“
- „Trillium crinkled leaf virus“
- „Trillium virus Y“
- „Triteleia mosaic virus“
- „Tuberose potyvirus - Pantnagar“
- „Tulip top breaking virus“
- „Ullucus potyvirus 1“
- „Uraria mosaic virus“
- „Vallota speciosa potyvirus - New Zealand“
- „Vallota speciosa potyvirus - SKR-2013“
- „Vallota speciosa potyvirus NBRI-3“
- „Vallota speciosa potyvirus NBRI-4“
- „Vallota speciosa virus“
- „Vallota speciosa virus - Narcissus/GBR/2008“
- „Veltheimia mosaic virus“
- „Veltheimia virus Y“
- „Verbena canadensis potyvirus MA-2005“
- „Vernonia green vein-banding virus“
- „Viola philippica potyvirus“
- „Yam potyvirus TGwadE2“
- „Zantedeschia mild mosaic virus - New Zealand“
- „Zantedeschia mosaic virus“
- „Bramble yellow mosaic virus“ (BrmYMV)[20][21]

Zur Gattung Carlavirus wird jetzt zugeordnet:
- „Sweet Potato virus F“